# おそれとおののき
『おそれとおののき』は1843年に出版された、セーレン・キェルケゴールによる哲学的著作である。題は「恐れと慄きながら、あなたの救いのために働き続けよ(フィリピ2:12)」から引用された。この聖句は「恐れと慄きは私の上に来る(詩篇55:5)」から引用されたという説もある。この著作はイサク奉献として知られる創世記22章を黙想したものの延長である。彼は黙想するで、モリヤの地に向かう3日半の旅を通してアブラハムの心理の状況を理解しようとする。この本が、ヘーゲルなどの倫理観を通しては、アブラハムの行動を理解することはできないことを示そうとする。むしろアブラハムを信仰の父と特徴づけることを間違いとする。アブラハムはイサクが生き延びると信じていた。この黙想を通してキェルケゴールは、アブラハムは信仰という新しい観方でしか理解できないと論じる。 
アブラハムの行動と心理状況が信仰に一致して、倫理を超越するのかについて、3つの問題がある。
1. 神学は倫理の延長にあるのか？
2. 神への絶対的な義務はあるのか？
3. アブラハムがサラ、エリエゼル、イサクに神から引き受けたことを隠すのは、倫理的に擁護可能か？

信仰は倫理の延長ではなく、倫理的に理解されるものではない。信仰は、個人が罪なしに、常にすべての人に課される道徳的な義務である倫理を超越するという矛盾である。イサクを奉献したときのアブラハムと神の関係は論理的には理解できない。歴史上の悲劇的な英雄たちは、立派だが理解可能な目的のために行動した。しかし、アブラハムは自分の目的のために行動したに過ぎないが、これには神の目的も伴っている。 
神への絶対的な義務はある。人と神の関係においてその義務が生じる。個人は神との関係を通して、世界と関係を持つ。信仰の騎士は純粋な孤独にいる。信仰とは個人と神への意思疎通困難な矛盾である。 
アブラハムがしたことは倫理的なことでないため、倫理的に擁護することは不可能である。そもそも、信仰と倫理は違う。アブラハムは神の命令に黙って従ったので、倫理的に行動していない。倫理が暴くことを要求することに対して、美学は隠すことに報いる。しかし、信仰は隠すことにおける美学を嘲笑するが、究極的には別のカテゴリである。この物語における隠すことと暴くことは美学、倫理、宗教と関わり合い、これらの緊張感が偶然的な発見、自己犠牲、バカげたことを通して解明される。悲劇的な英雄はたいてい文化的背景または自身の行動に関連付けられる暴露があるが、アブラハムにはそれらを保証する記述がない。